# Enterosora ecostata
Enterosora ecostata är en stensöteväxtart som först beskrevs av Sod., och fick sitt nu gällande namn av Luther Earl Bishop. Enterosora ecostata ingår i släktet Enterosora och familjen Polypodiaceae. Inga underarter finns listade.